# Shinji Sarusawa
Shinji Sarusawa (猿澤 真治 Sarusawa Shinji?, nacido el 9 de junio de 1969 en Hiroshima) es un exfutbolista japonés y entrenador.

## Clubes

### Como futbolista
| Club         | País  | Año         |
| ------------ | ----- | ----------- |
| Kagawa Shiun | Japón | 1992 - 1999 |

### Como entrenador
| Club                | País  | Año  |
| ------------------- | ----- | ---- |
| Renofa Yamaguchi FC | Japón | 2017 |